# Preysing (Adelsgeschlecht)

Wappen derer von Preysing

Preysing ist der Name eines alten bayerischen Adelsgeschlechts. Die weit verzweigte Familie stieg bis in den Freiherren- und Reichsgrafenstand auf. Familienmitglieder haben in vielen gesellschaftlichen Bereichen hohe Würden erlangt.

## Geschichte

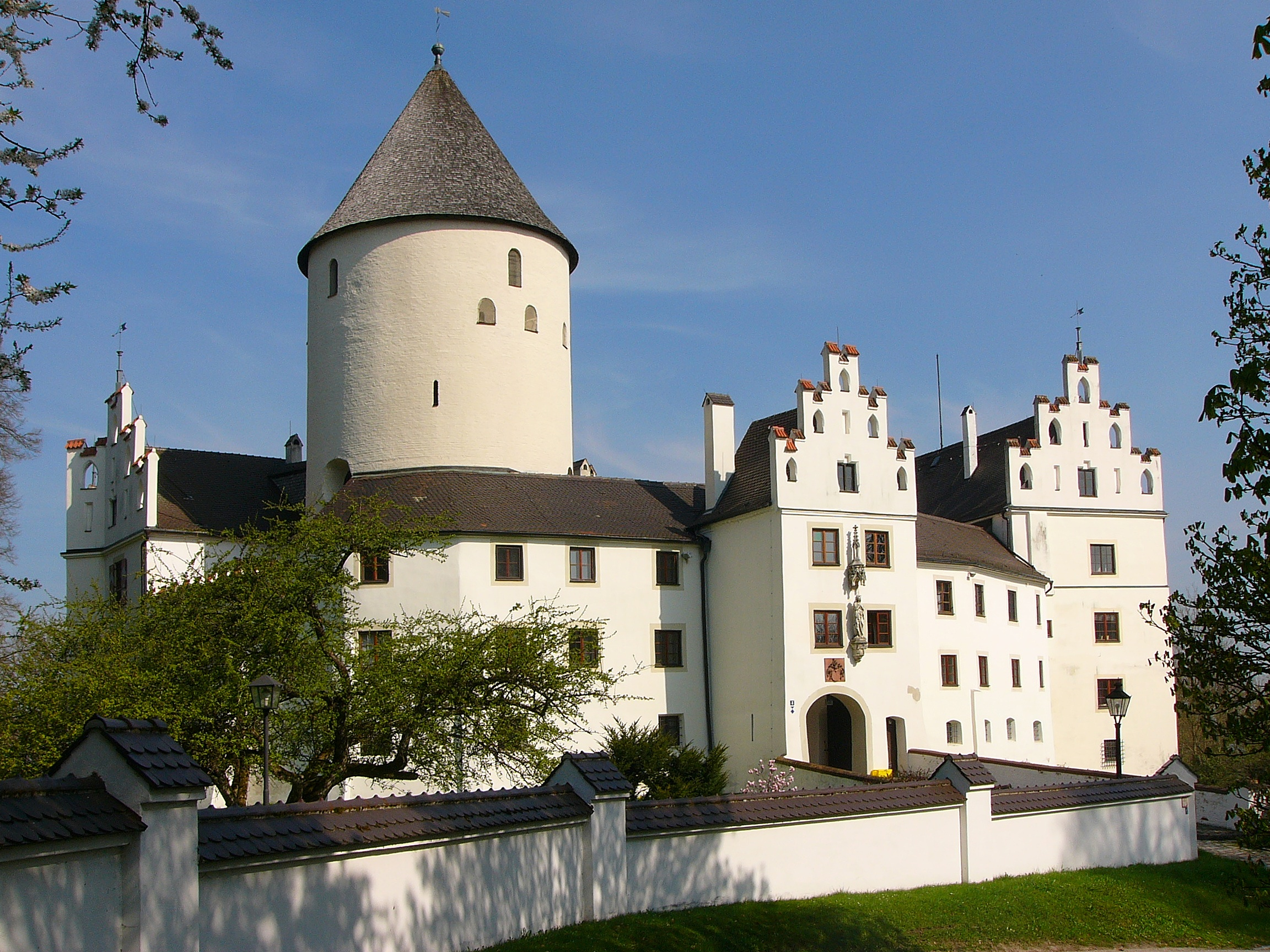
Schloss Kronwinkl, seit dem 12. Jahrhundert im Besitz der Familie

Das Geschlecht erschien erstmals urkundlich um 1100 mit Gerunch de Prisingan, sowie um 1120/1140, im Raum Erding und Landshut. Die Stammreihe begann um 1135–1160 mit Adalhart de Prisingen. Namensträger traten im Gefolge der Wittelsbacher als Ministerialen auf. Ältester Stammsitz war Langenpreising, das bereits im Jahr 767 als Prisinga erstmals erwähnt worden war (damals befand sich der Ort im Besitz einer Prisonen genannten Sippe, von der jedoch keine genealogische Kontinuität zu den Preysing nachzuweisen ist). Bereits um 1200 wurde der Hauptsitz auf die Burg Kronwinkl bei Eching (Landkreis Landshut) verlegt, die sich bis heute im Besitz der Familie befindet.
Bereits ab der zweiten Hälfte des 12. Jahrhunderts bekleideten die Preysing wichtige Hofämter in den Herzogtümern Oberbayern und Niederbayern. Sie erhielten in der ersten Hälfte des 14. Jahrhunderts das Erbschenkenamt für beide Gebiete.

### Linien
- Die Wolnzacher Linie wurde 1465 in den Freiherrenstand erhoben, starb allerdings kurz darauf 1497 aus.
- Die Hohenaschauer Linie mit der Herrschaft Hohenaschau und der Herrschaft Wildenwart wurde 1664 in den Reichsgrafenstand erhoben, sie starb 1853 aus.
- Die Linie Moos wurde 1607 in den Reichsfreiherrenstand erhoben, 1645 in den Reichsgrafenstand und erlosch 1836; ihr Erbe fiel an die Lichtenegger Linie.
- Die Linie Lichtenegg erhielt 1766 das Grafendiplom und seit 1818 die erbliche Reichsratswürde. Die Linien Preysing-Lichtenegg und die daraus hervorgegangene Linie Preysing-Lichtenegg-Moos existieren bis heute.

### Ehemalige Besitzungen
Zu den Besitzungen zählten neben den Stammsitzen Langenpreising und Kronwinkl:
Wolnzach (1266–1482): Die Burg, deren Herrschaft weit in den Hallertau reichte, kam von dem edelfreien Geschlecht der Hoholde auf dem Erbweg an die Preysing, während der größte Teil der Herrschaft an die Wittelsbacher fiel. 1465 wurde Hans von Preysing zu Wolnzach die Reichsfreiheit (als freier Reichsritter) verliehen. 1482 nahmen die Truppen Georgs des Reichen von Bayern-Landshut die (heute verschwundene) Burg gewaltsam in Besitz.
Schloss Fußberg mit der Grubmühl in Gauting (14. Jahrhundert bis 1420), die Vogtei zu Feilnbach mit Halsbach und Feichten an der Alz (bis 1406), Heidenkam (ab Anfang 14. Jahrhundert), Schloss Unterweikertshofen (ca. 1380–1410 und 1635–1706), Burg Roggenstein (14. Jahrhundert), Schloss Zinneberg (1332–1350), die Vogtei zu Wald (= Osterwaal bei Au/Hallertau), Schloss Au (Hallertau) (1385–1472 und 1764–1828), Förnbach (15. Jahrhundert), die Hofmark Kopfsburg (15. Jahrhundert – 1628), Schloss Moos (1568–1940) mit Natternberg (1802–1836), Burg Lichtenegg (1580–1662), Burg Unter-Falkenstein (Flintsbach am Inn) (16. Jahrhundert), Riedering (?), die Herrschaft Hohenaschau mit Schloss Hohenaschau und Bernau am Chiemsee (1602–1853), Schloss Neubeuern (1668–ca. 1860), die Saldenburg (1677–1826), Burg Ramsberg (Donzdorf) (1732–1809), Schloss Reichersbeuern, auch Schloss Sigriz genannt, (1627–1820), Rechberghausen (1746–1789), Ast mit Tiefenbach (1756–1774), Schloss Wildenwart (1771–1862), Schloss Hohenkammer (1804–1821), Schloss Schlachtegg (19. Jahrhundert), Hechendorf (?–?).
In Erding erbaute sich Johann Warmund Freiherr von Preysing-Moos (1567–1648) als Stadtresidenz den Grafenstock (das heutige Erdinger Rathaus). In München errichtete die Familie Anfang des 18. Jahrhunderts das Palais Preysing in der Residenzstraße, später erwarb sie auch das 1737 erbaute Palais Neuhaus-Preysing in der Prannerstraße.
Im 18. Jahrhundert gehörte die Familie zu den bedeutendsten Geschlechtern des bayerischen Adels. Wegen des Besitzes von Burg Ramsberg (Donzdorf) (erworben 1732) und Rechberghausen (erworben 1746) waren die Herren von Preysing im 18. Jahrhundert vorübergehend Mitglied der Reichsritterschaft im Ritterkanton Kocher des schwäbischen Ritterkreises.
Der Ursprung des Landgerichts Kling ist 1321 mit dem Namen Preysing verbunden. Ebenso die Fronte Preysing (Fronte 79) der Landesfestung Ingolstadt.

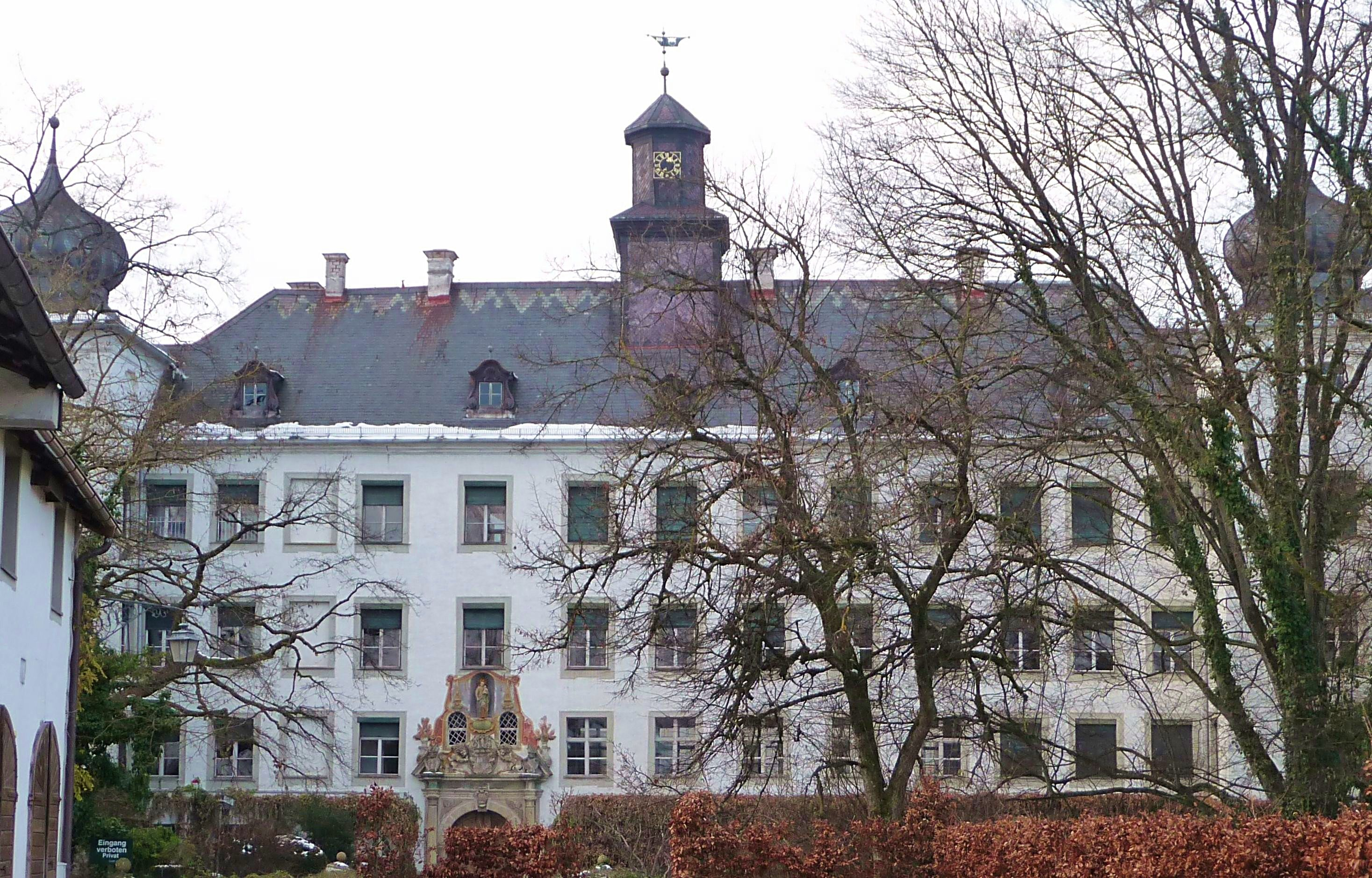
Schloss Moos (1568–1940 im Besitz der Familie)
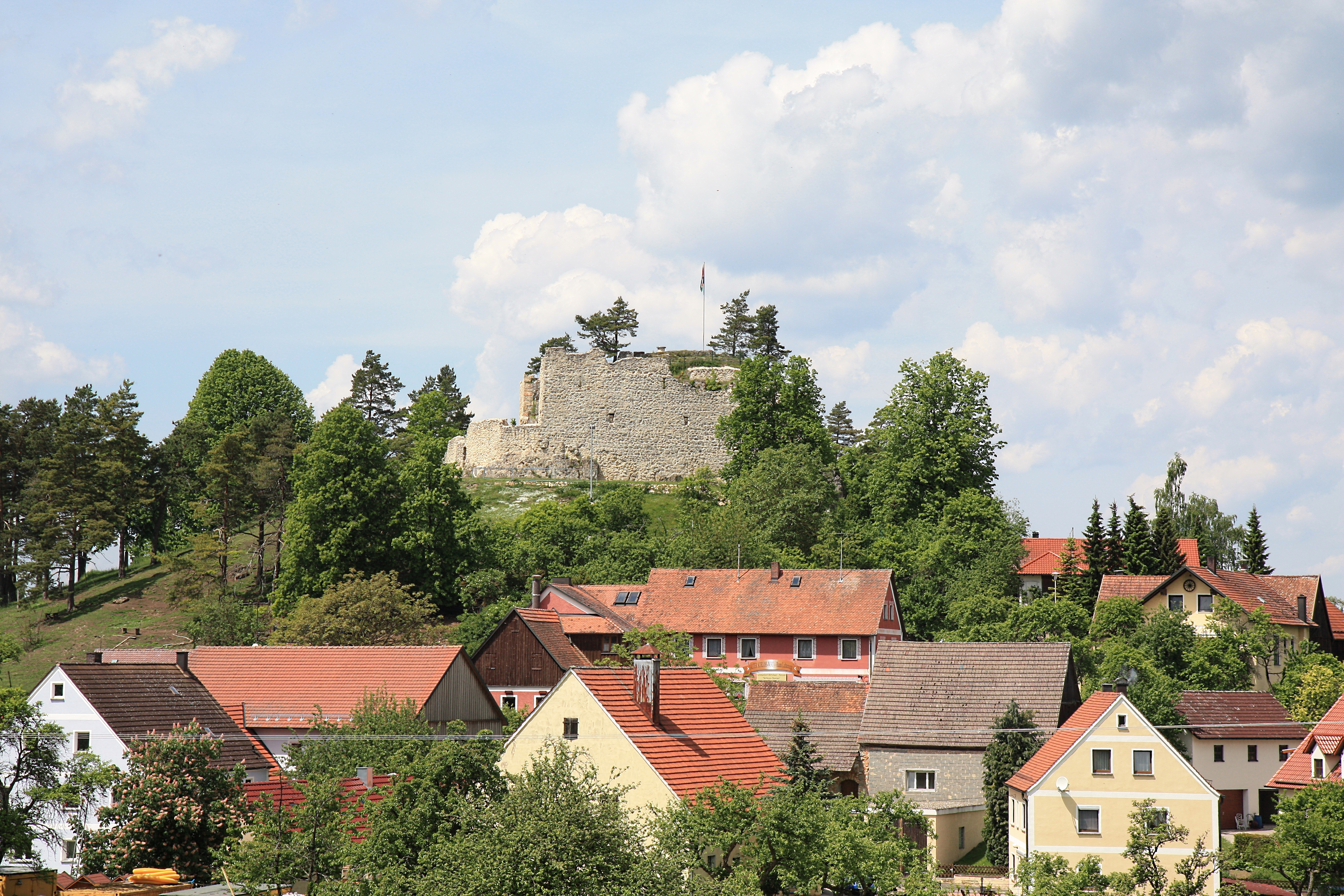
Burg Lichtenegg (1580–1662)
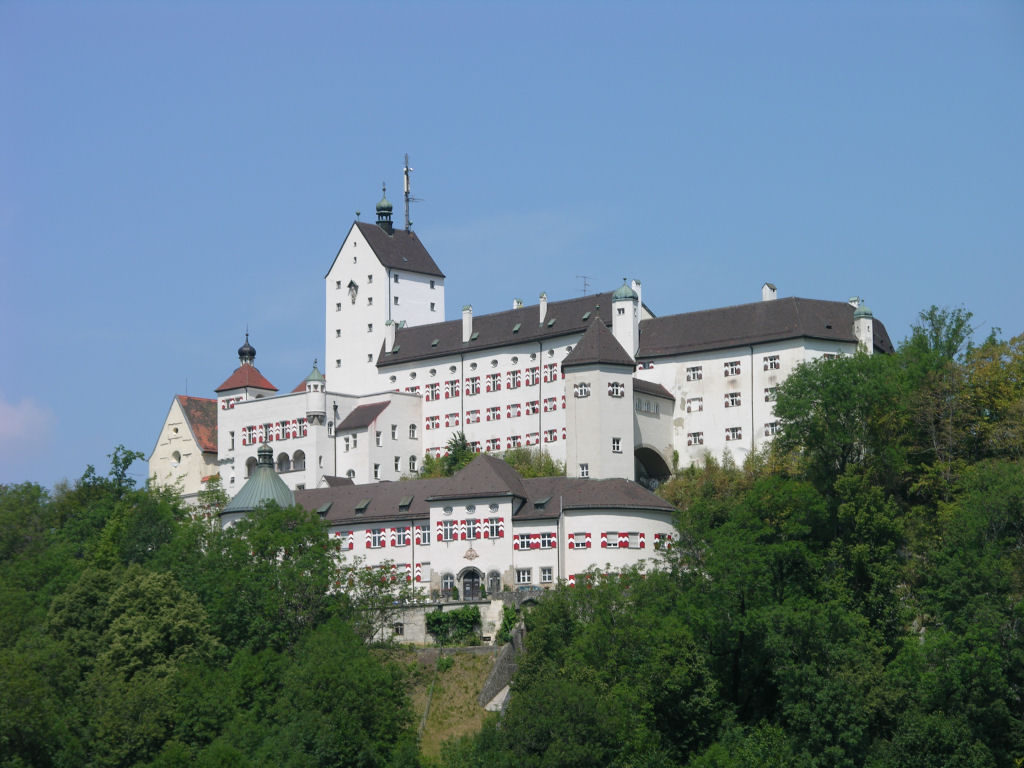
Schloss Hohenaschau (1602–1853)
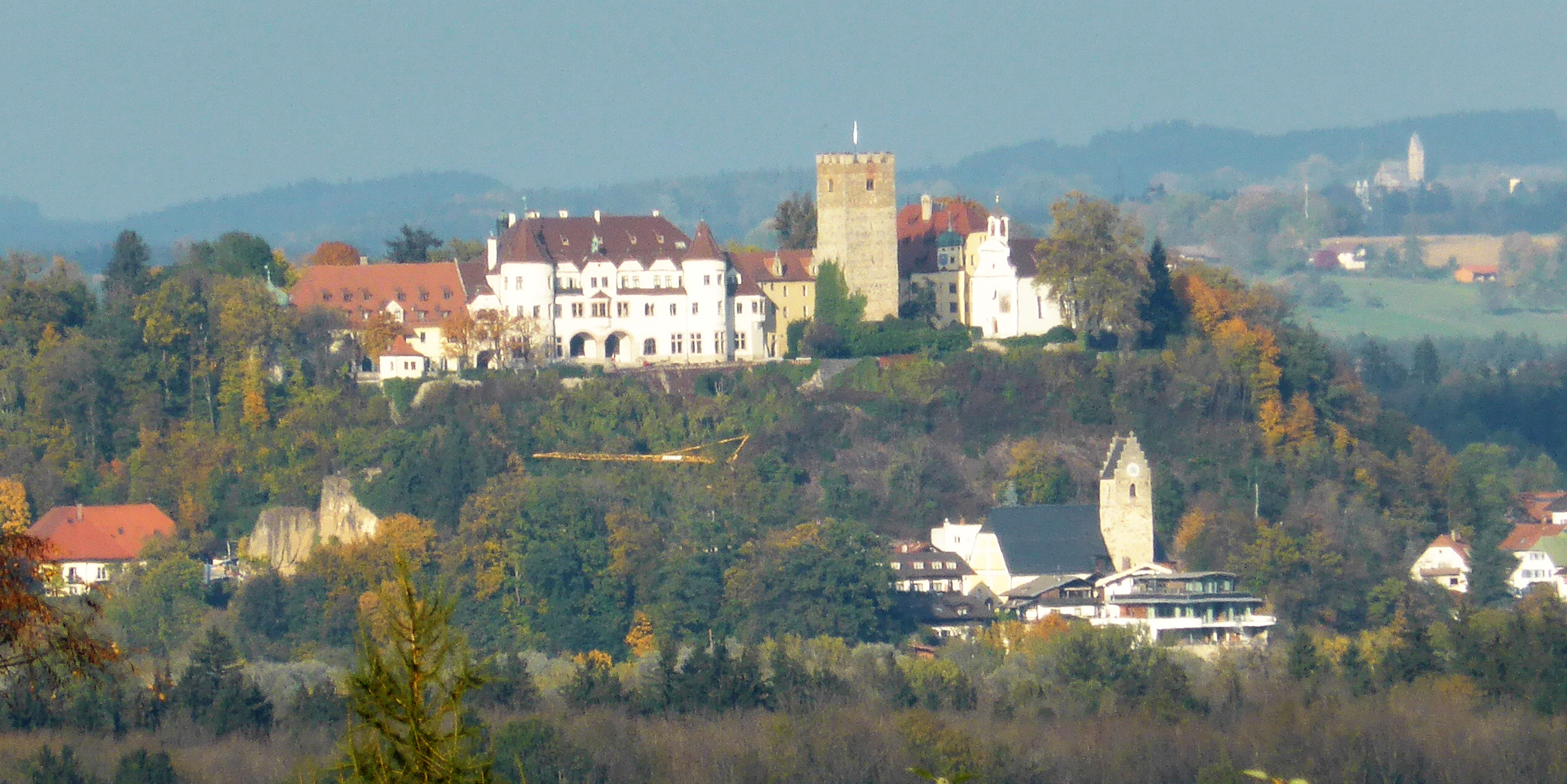
Schloss Neubeuern (1668–ca. 1860)
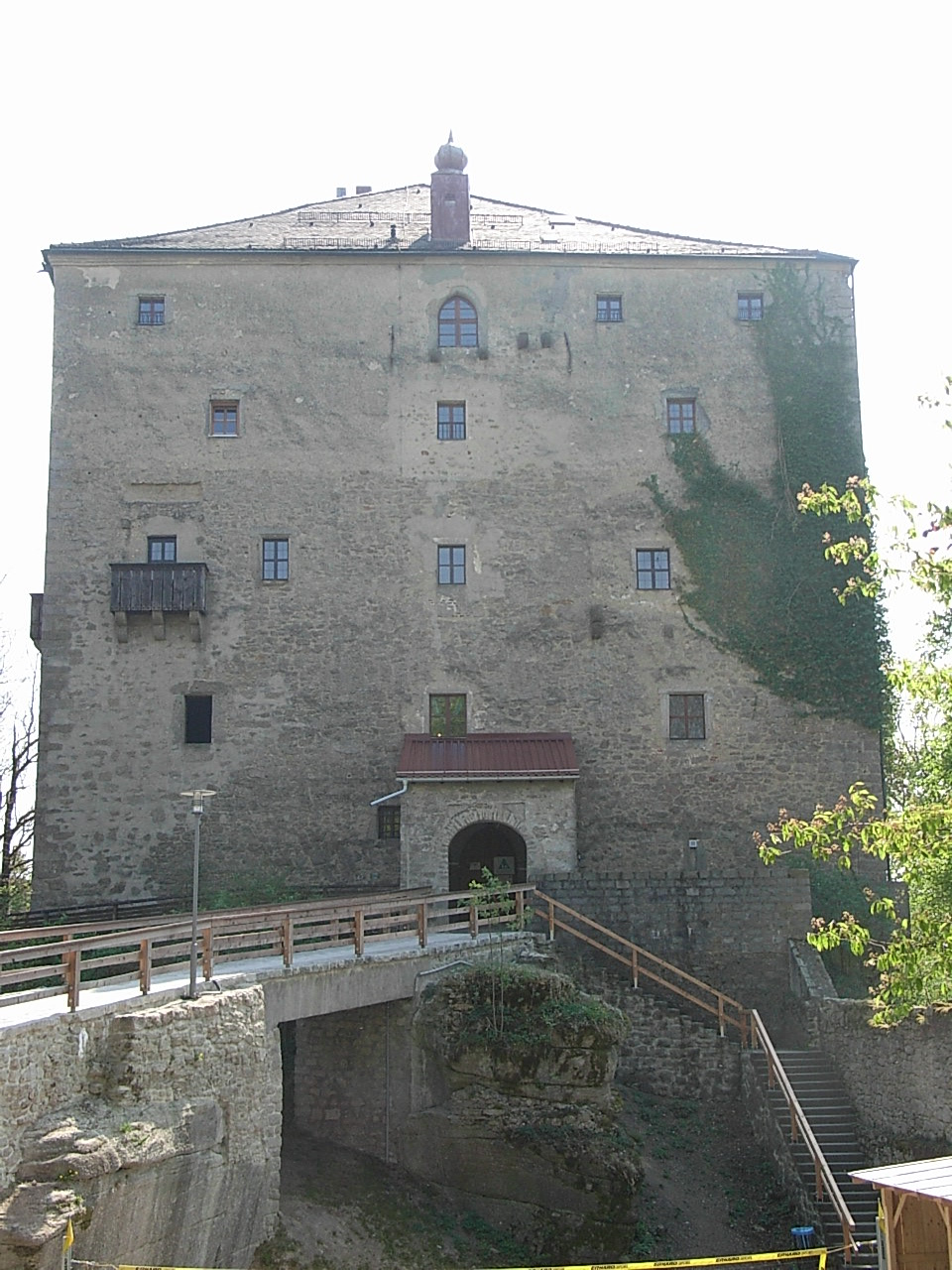
Saldenburg (1677–1826)
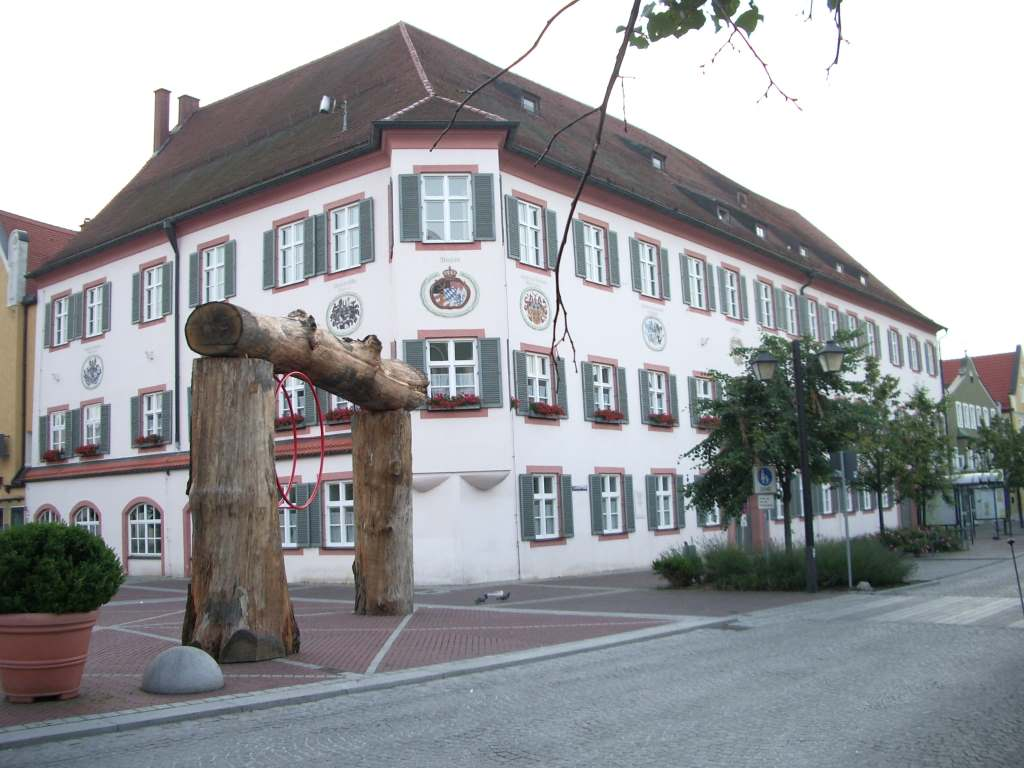
Grafenstock in Erding (erbaut Anfang 17. Jahrhundert)
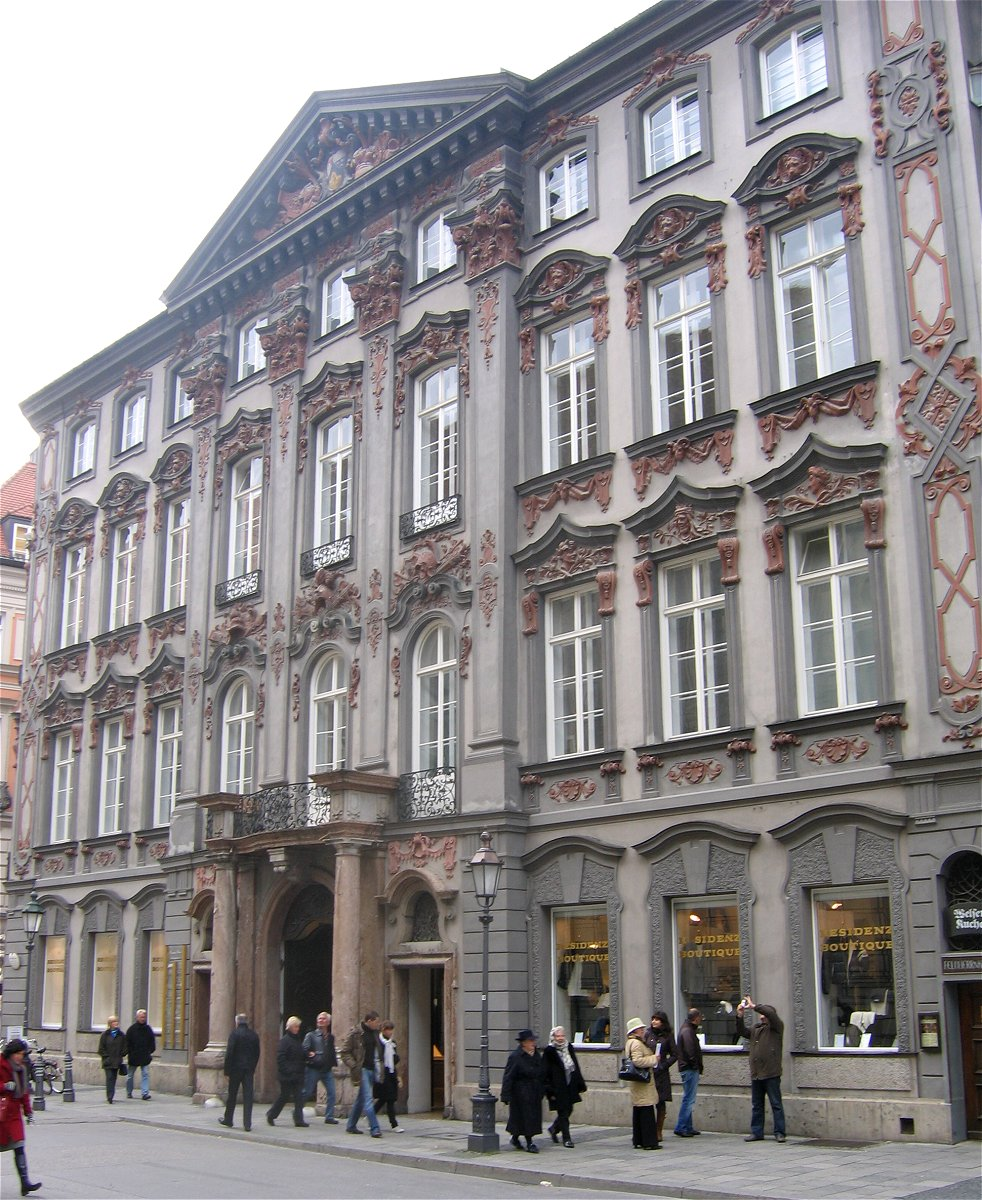
Altes Palais Preysing, Residenzstraße in München (erbaut Anfang 18. Jahrhundert)
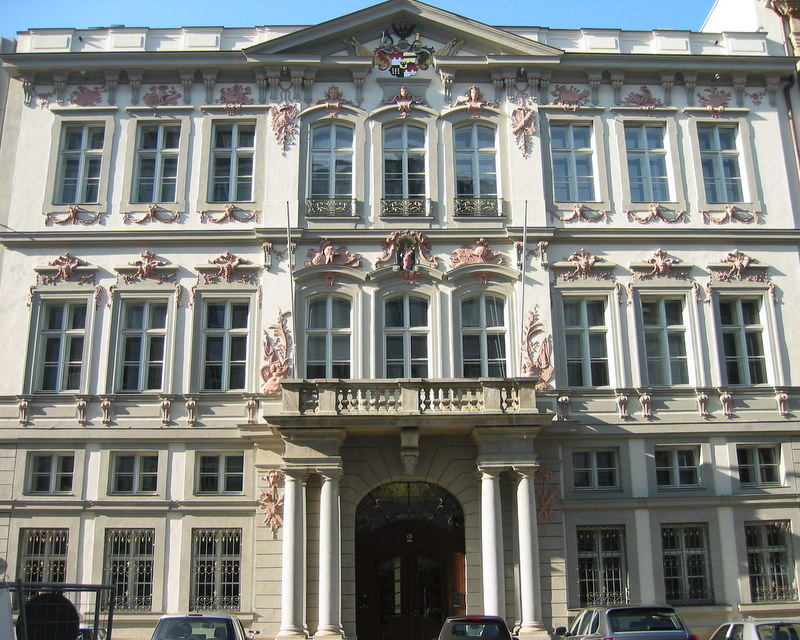
Palais Neuhaus-Preysing, Prannerstraße in München

## Grabstätten
Eine wichtige Grablege der Familie wurde bis in das 17. Jahrhundert die Zisterzienserinnenabtei Seligenthal, in der die Familie auch zwei Äbtissinnen stellte. In der Münchner Frauenkirche befindet sich ein Totenschild eines Grafen von Preysing aus dem 19. Jahrhundert.
Die Grafen von Preysing-Lichtenegg-Moos haben ihre Grablege in der Kirche St. Simon und Judas Thaddäus, der Pfarrkirche der Pfarrei Isarhofen (Gemeinde Kurzenisarhofen). In dieser Familiengruft wurde zuletzt Riprand Graf von und zu Arco-Zinneberg (1955–2021) bestattet.

## Persönlichkeiten
- Johann Christoph von Preysing (1576–1632), Staatsmann, Gedenktafel in der Münchner Ruhmeshalle
- Johann Franz von Preysing (1615–1687), Bischof von Chiemsee 1670–1687
- Max Ferdinand Graf von Preysing (1655–1739) war Obersthofmeister von Kurfürst Maximilian II. Emanuel
- Maximilian Graf von Preysing-Moos (1760–1836), Generalmajor der Bayerischen Armee im Russlandfeldzug 1812
- Johann Friedrich Graf von Preysing (1769–1812), Oberst und Kommandant des 10. Linieninfanterie-Regiments „Junker“, gefallen 1812 bei Polozk
- Johann Maximilian IV. Emanuel von Preysing (1687–1764), Politiker, Obersthofmeister, siehe auch Preysingsäule
- Johann Siegmund Graf von Preysing-Hohenaschau, Generalleutnant im Siebenjährigen Krieg 1751/59, siehe auch 10. Königlich Bayerisches Infanterie-Regiment „König Ludwig“
- Johann Max V. von Preysing-Hohenaschau (1736–1827), bayerischer Gesandter zum Rastatter Friedenskongress und Schlossbesitzer in Haidhausen, Namensgeber der Preysingstraße in München
- Karl Graf von Preysing, Freiherr von Altenpreysing gen. Kronwinkl (1767–1827), Abgeordneter des Bayerischen Landtages
- Conrad von Preysing (1843–1903) war Abgeordneter im Reichstag, siehe auch Preysing-Denkmal
- Hedwig von Preysing (1849–1938) war auf dem Gebiet der karitativen Arbeit tätig
- Johann Graf von Preysing, Epitaph von Ignaz Günther 1771/72
- Johann Kaspar von Preysing-Lichtenegg-Moos (1844–1897) war Mitglied des Deutschen Reichstags.
- Max von Preysing-Lichtenegg (1849–1926), Gutsbesitzer und Mitglied des Deutschen Reichstags
- Christiane von Preysing (1852–1923) war auf dem Gebiet der karitativen Arbeit tätig
- Konrad Graf von Preysing (1880–1950) war Bischof von Eichstätt und Berlin, später Kardinal sowie entschiedener NS-Gegner
- Georg von Preysing, Bürgermeister der Gemeinde Gmund am Tegernsee von 2000–2018

## Wappen
Das Stammwappen ist durch zwei Zinnen von Rot und Silber geteilt. Die Helmdecken sind schwarz-silbern. Die Helmzier besteht aus einem goldgekrönten grünen Sittich mit rotem Halsband zwischen zwei Büffelhörnern in Silber und Rot, von denen das rechte außen mit sechs schwarzen, das linke mit sechs silbernen Kleeblättern besteckt ist.
Der Helmschmuck wird so in einem Wappenbrief des Kaisers Maximilian I. von 1497 beschrieben. Die Blätter fehlen allerdings in vielen Wappendarstellungen. Es existiert ein gemehrtes Wappen, welches das ursprüngliche Wappen in einer Vierung in zwei Feldern aufnimmt.

### Historische Wappenbilder

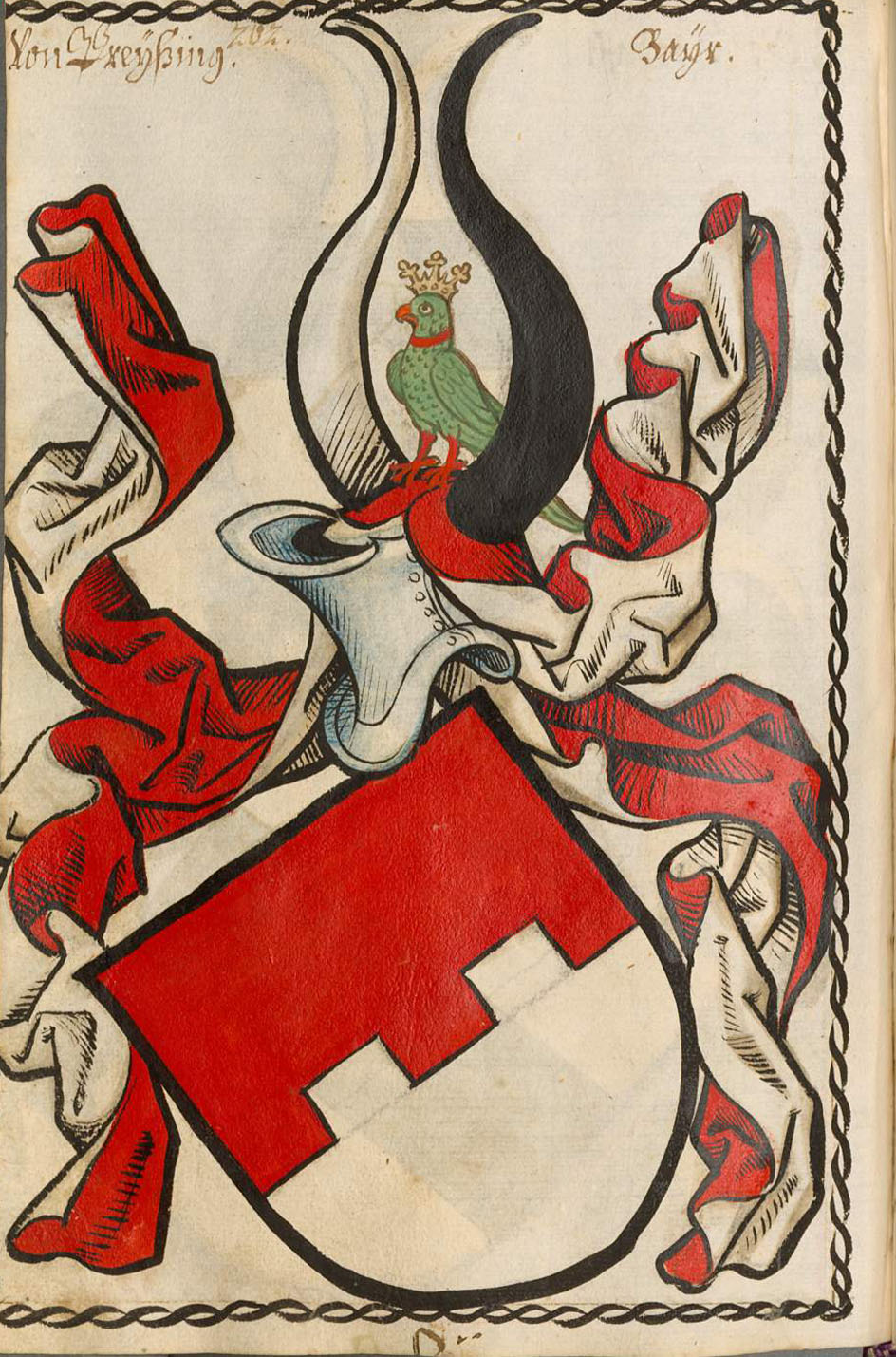
Wappen im Scheiblerschen Wappenbuch von 1450–1480
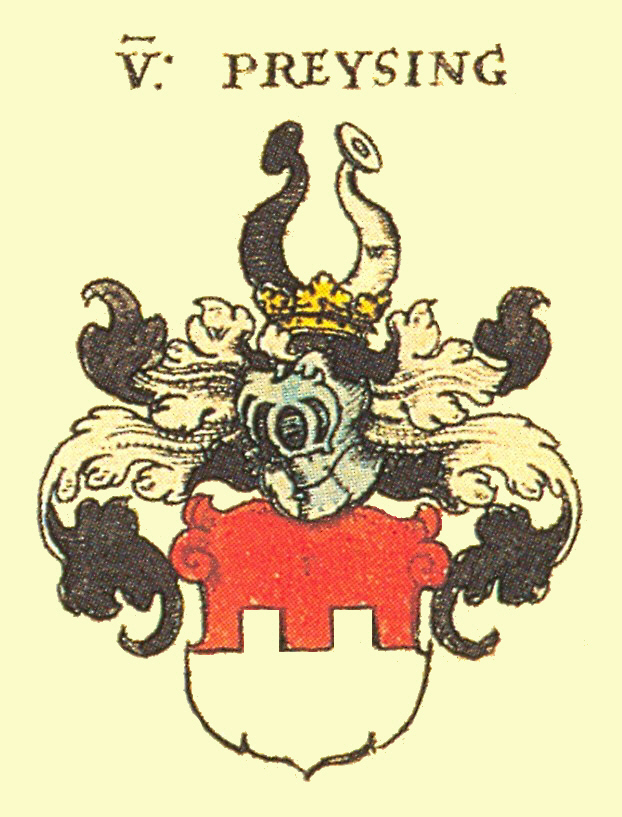
Wappen in Siebmachers Wappenbuch von 1605
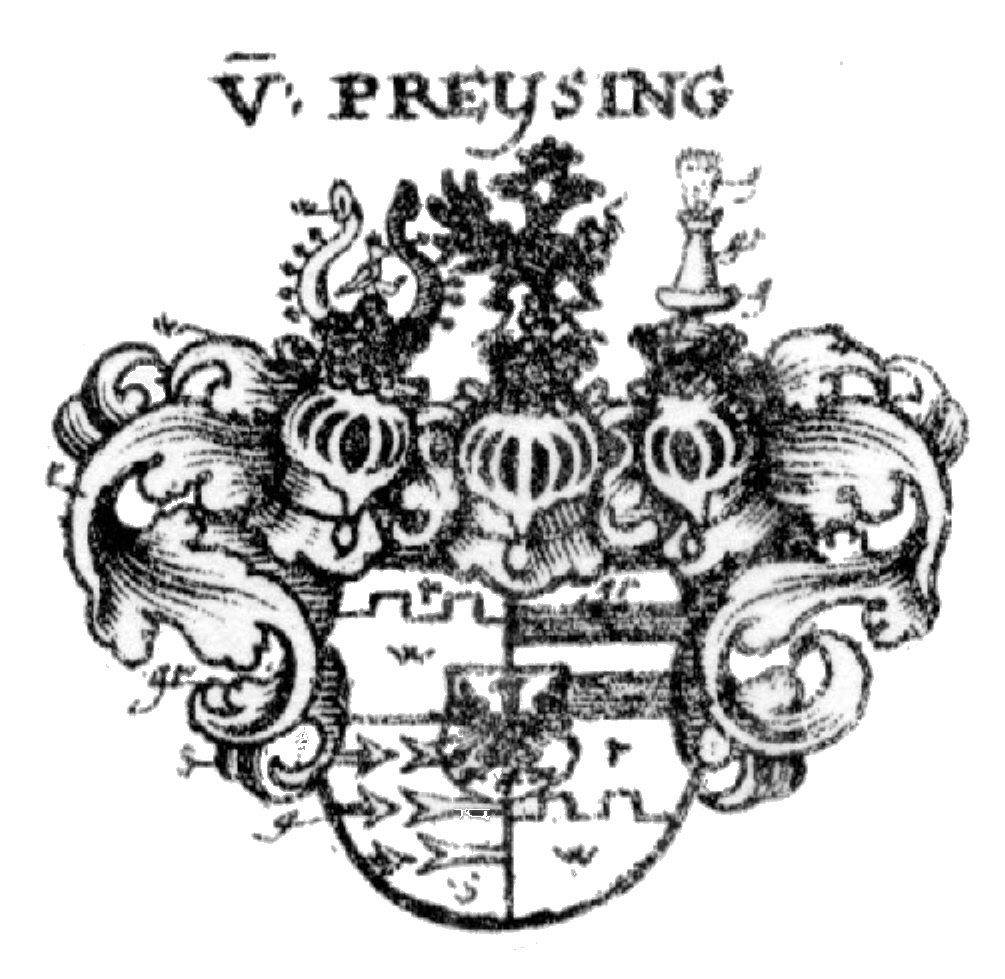
Freiherrenwappen in Siebmachers Wappenbuch von 1703
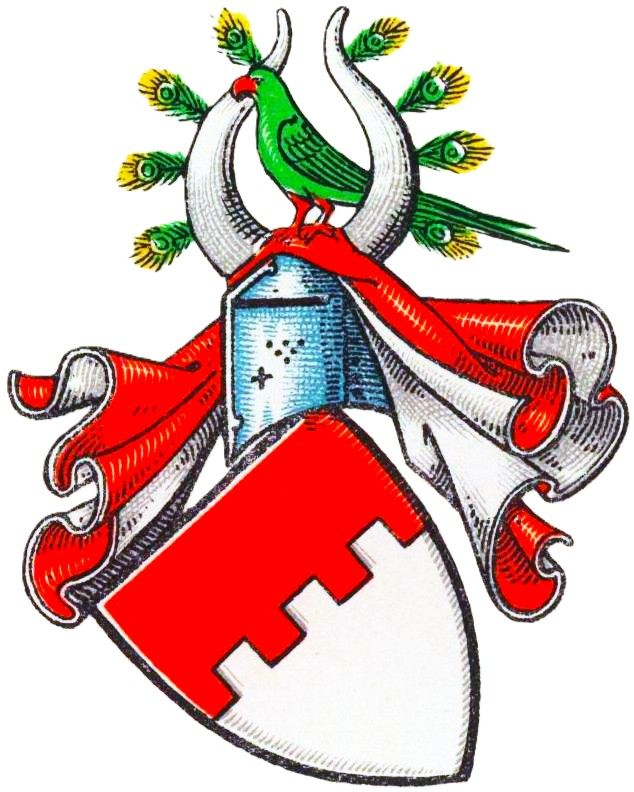
Im Wappenbuch des Westfälischen Adels
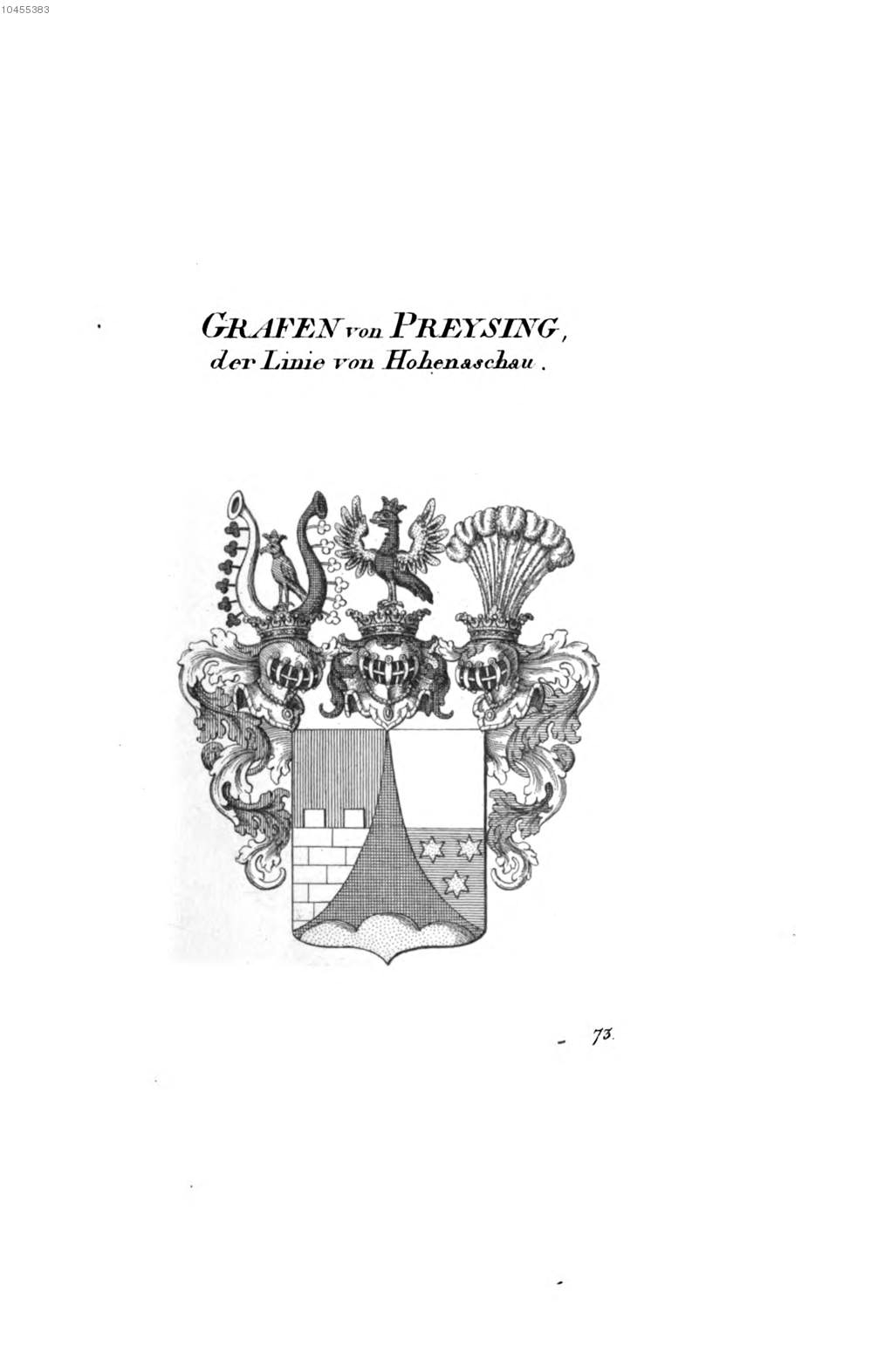
Linie Hohenaschau – Wappen nach Tyroff 1846
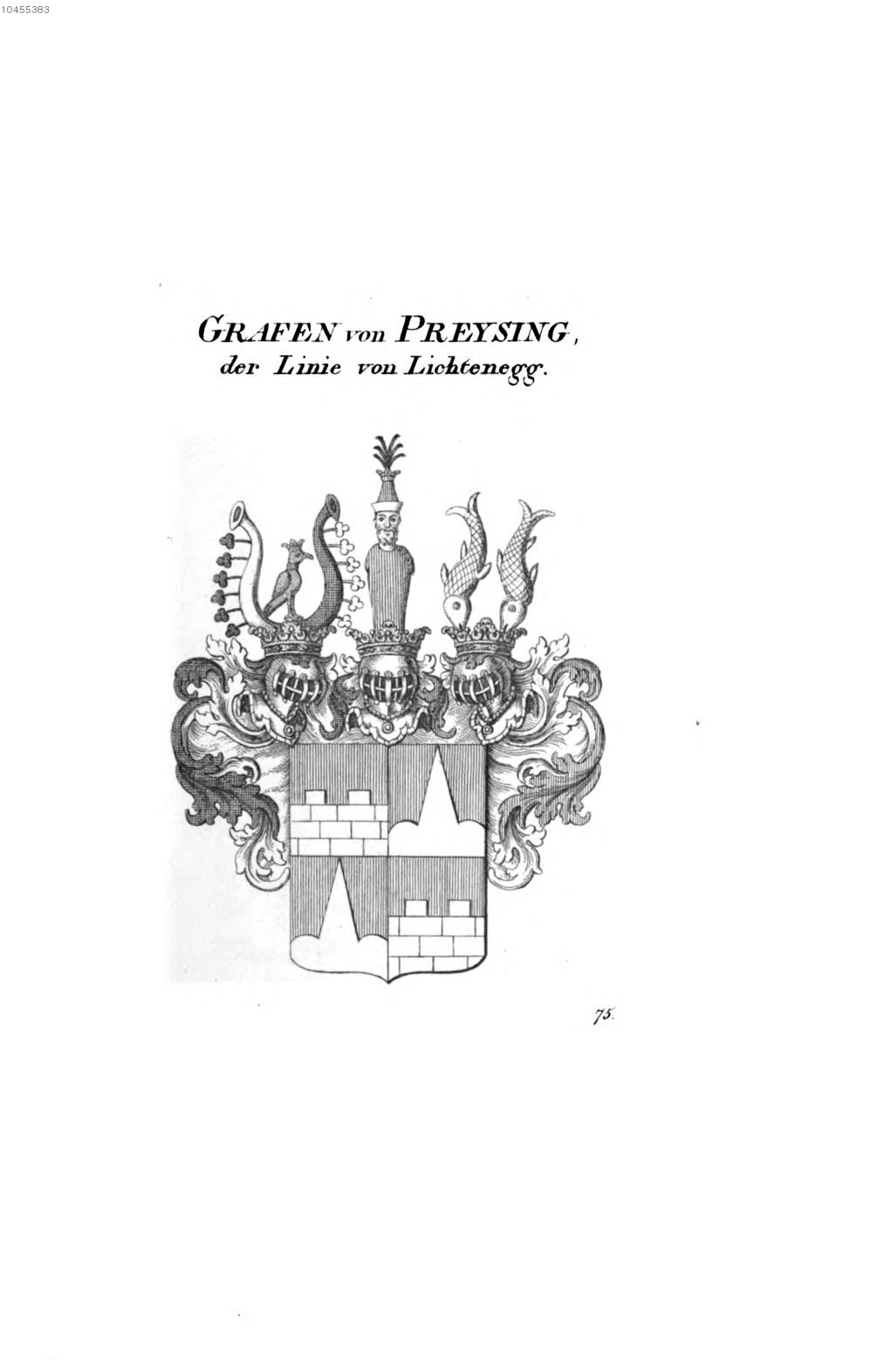
Linie Lichtenegg – Wappen in Tyroff 1846
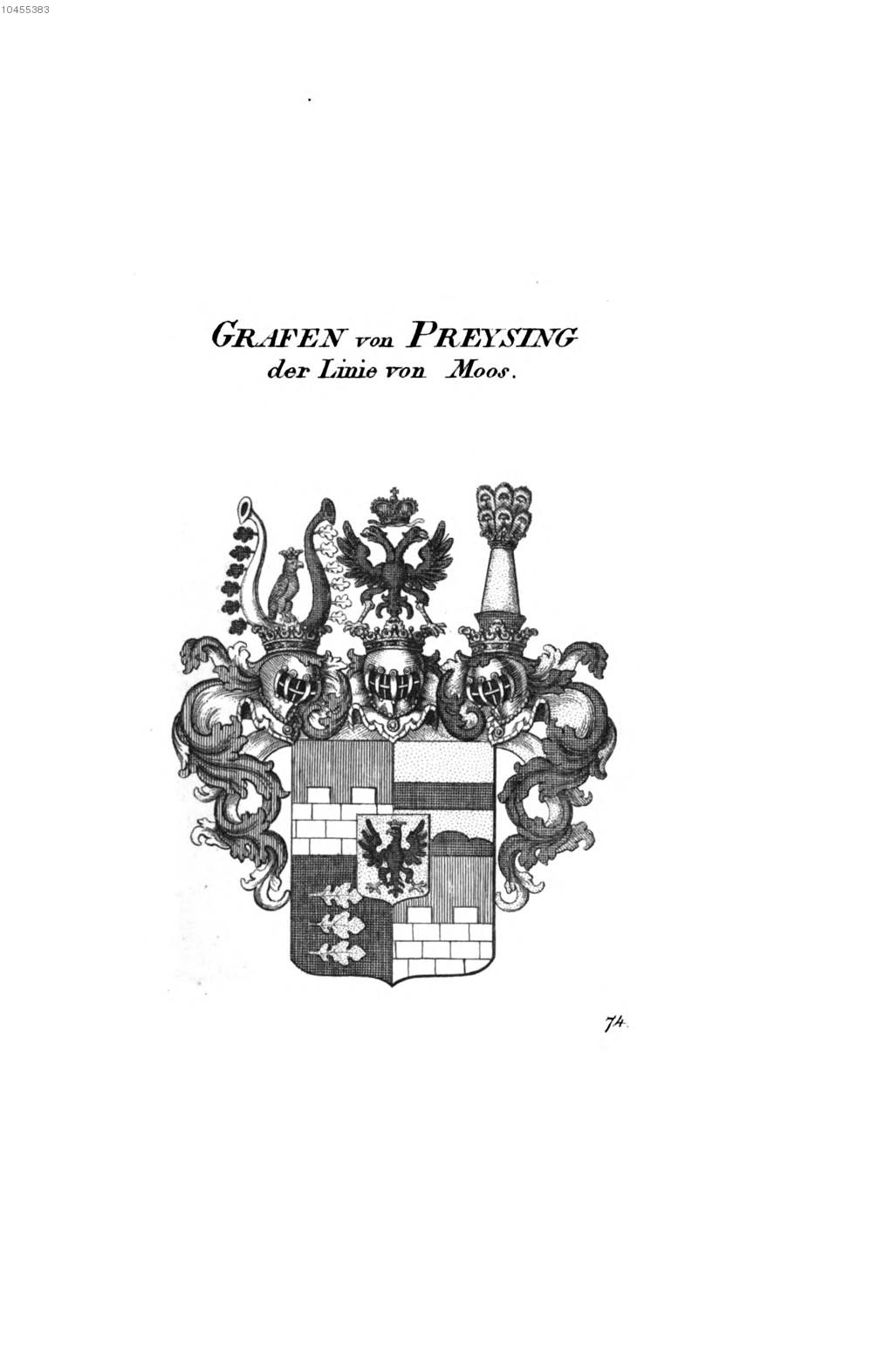
Linie Moos – Wappen in Tyroff 1846

### Preysing-Wappen in Gemeinde- und Kreiswappen

Wappen der Gemeinde Langenpreising
Wappen des Landkreises Landshut
Wappen der Gemeinde Eching
Wappen der Gemeinde Mauern
Wappen der Gemeinde Pastetten
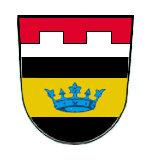
Wappen der Gemeinde Saldenburg
Wappen der Gemeinde Birgland
Wappen der Gemeinde Moos